# Station Urle
Station Urle is een spoorwegstation in de Poolse plaats Urle.